# أرخمان
أرخمان هي بلدة تاريخية من نواحي فارس تقع في كورة إصطخر.

## التسمية
وصف ياقوت الحموي لفظها "بالفتح ثم السكون، وضم الخاء المعجمة، وميم، وألف، ونون".

### فهرس المنشورات
1. 1 2  الحموي (1977)، ج. 1، ص. 145.

### معلومات المنشورات كاملة
الكتب مرتبة حسب تاريخ النشر
- ياقوت الحموي (1977)، معجم البلدان (ط. 1)، بيروت: دار صادر، OCLC:1014032934، QID:Q114913343